# Ditlev Gothard Monrad
Ditlev Gothard Monrad, né à Copenhague le 24 novembre 1811 et mort à Nykøbing Falster le 28 mars 1887 , est un homme d'Église et homme d'État danois. Personnalité marquante du mouvement de réformes que connaît le Danemark au milieu du XIXe siècle, plusieurs fois ministre à partir de 1848, il est de 1863 à 1864 à la tête du gouvernement qui conduit son pays au désastre dans la guerre des Duchés. La Nouvelle-Zélande, où il se retire ensuite jusqu'en 1869, en a retenu la figure d'un pionnier défricheur et d'un amateur d'art généreux.

## Biographie
Né à Copenhague le 24 novembre 1811, Ditlev Gothard Monrad est issu par son père, Otto Sommer Monrad, d'une longue lignée de théologiens et d'hommes de loi : y figure notamment Jacob Monrad, l'un des artisans de l'introduction du luthéranisme au Danemark. Enfant, il vit chez une tante, à Præstø. Élève talentueux, il est envoyé poursuivre sa scolarité à Vordingborg. Il entre à l'université de Copenhague en 1831, pour des études de théologie qui le conduisent jusqu'à la maîtrise ès arts. Il y adjoint l'étude des langues orientales, où il acquiert la pratique du sanscrit, de l'hébreu, du syriaque et de l'arabe. Un séjour à Paris complète son cursus universitaire.
Encore étudiant, il traverse une crise spirituelle qu'il surmonte en s'engageant politiquement dans le courant libéral.
Devenu pasteur luthérien, Ditlev Monrad prend part au mouvement de réforme des années 1830 et 1840, dont les mots d'ordre sont la limitation du pouvoir monarchique et la mise en place d'un régime parlementaire.
En 1840, il épouse Marie Lytthans, fille d'un entrepreneur en bâtiment de Copenhague. La même année, il lance le journal Faedrelandet. Jugés brillants, ses articles en faveur des idées libérales aboutissent en pratique, en 1841, à l'interdiction du journal, à la confiscation de ses écrits et à sa censure personnelle.
Avec Orla Lehmann, il assure la direction du Parti national libéral, fondé dans les années 1840.
De 1843 à 1846, il publie l'hebdomadaire libéral Dansk Folkeblad.
Nommé en 1846 pasteur de Vester-Ulslev, en Lolland, il revient rapidement à Copenhague pour prendre part aux travaux de la Diète (Staender).
En 1848, il est désigné à la première assemblée citoyenne de la ville : il se passionne pour la réforme de l'éducation et effectue de nombreux voyages pour étudier les méthodes d'enseignement.
En mars 1848, des manifestations forcent le roi Frédéric VII à demander une constitution.
Ditlev Monrad est le principal auteur du texte constitutionnel qui met fin à la monarchie absolue.
Le 22 mars, il est nommé ministre des Affaires religieuses, poste qu'il occupe jusqu'au 10 novembre.
À cette date, incapable de soutenir la politique d'annexion que prône son parti et qui conduit à la guerre du Schleswig de 1848-1850, il démissionne. Cependant il s'efforce de créer les conditions de la participation démocratique la plus large à l'élection de l'assemblée constituante de 1848-1849.
En 1849, il se présente aux premières élections parlementaires démocratiques : il est élu sans opposition au Parlement (Rigsdag), dont il restera membre jusqu'en 1865. Il est nommé la même année évêque du diocèse de Lolland-Falster, charge dont il sera démis en 1854, en butte à une vague de réaction conservatrice contre la Constitution.
En 1859, il participe à nouveau à un gouvernement libéral, en tant que ministre de l'Enseignement et des Affaires religieuses, du 6 mai au 2 décembre. Deux mois plus tard, de Paris où il s'était rendu avec sa famille, il est rappelé pour former un nouveau cabinet, où il prend le portefeuille des Affaires religieuses et par intérim celui de l'Intérieur.
En décembre 1863, à la veille de la Guerre des Duchés, il devient Premier ministre d'un nouveau gouvernement. Partisan de la lutte à outrance contre la Prusse et l'Autriche, il dirige le Danemark dans la désastreuse guerre contre la Confédération germanique. Tenu pour responsable de la défaite danoise et de la perte des duchés de Schleswig et de Holstein, il est renvoyé en juillet 1864.
Soumis à une intense critique, Ditlev Monrad quitte le Danemark le 30 novembre 1865 avec sa famille pour chercher refuge en Nouvelle-Zélande. Là-bas, il achète 482 acres de brousse dans le Karere Block, près du futur site de Palmerston North. Vivant d'abord sous une hutte de terre, il construit une maison de planches et se lance dans le défrichage. Il introduit vaches et moutons et s'essaie à la culture du tabac. Il avait emporté avec lui de nombreux trésors artistiques, et son installation dans le bush dénué de route fait figure d'oasis de modernité[réf. nécessaire]. Quand son travail se trouve interrompu par les incursions vers le sud des Hauhaus (Pai Mārire) de Titokowaru, il enterre ses précieuses possessions et part avec sa famille pour Wellington, avant d'en repartir pour le Danemark où ils arrivent le 28 avril 1869. En partant, Monrad offre au Secrétaire colonial une collection de gravures et de croquis de grands maîtres, dont Rembrandt, Rubens, Dürer et van Dyck, qui figurent aujourd'hui dans les collections de la National Art Gallery à Wellington[réf. nécessaire]. Ses fils Viggo et Johannes retourneront à Karere pour y poursuivre l'exploitation agricole.
De retour au Danemark, Ditlev Monrad dessert pendant deux ans une paroisse de Seeland, puis reprend l'évêché de Lolland. Il est à nouveau élu au Parlement, où il siège de 1882 à 1886 dans l'opposition au gouvernement de droite de J.B.S. Estrup. Il meurt le 28 mars 1887, à Nykøbing Falster.